# Aleksandr Ośkin
Aleksandr Piotrowicz Ośkin, ros. Александр Петрович Оськин (ur. 8 kwietnia 1920 we wsi Małe Korowino, zm. 21 lutego 2010 w Moskwie) – radziecki czołgista, uczestnik II wojny światowej, Bohater Związku Radzieckiego.

## Życiorys

### Dzieciństwo i młodość
Urodził się 8 kwietnia 1920 we wsi Małe Korowino (ros. Малое Коровино) w rejonie zacharowskim, w obwodzie riazańskim. Od 1932 roku mieszkał w Moskwie. W 1937 roku ukończył 10-klasową szkołę ogólną, a w 1939 Moskiewskie Technikum Finansowo-Ekonomiczne. Pracował jako inspektor podatkowy w Moskwie.

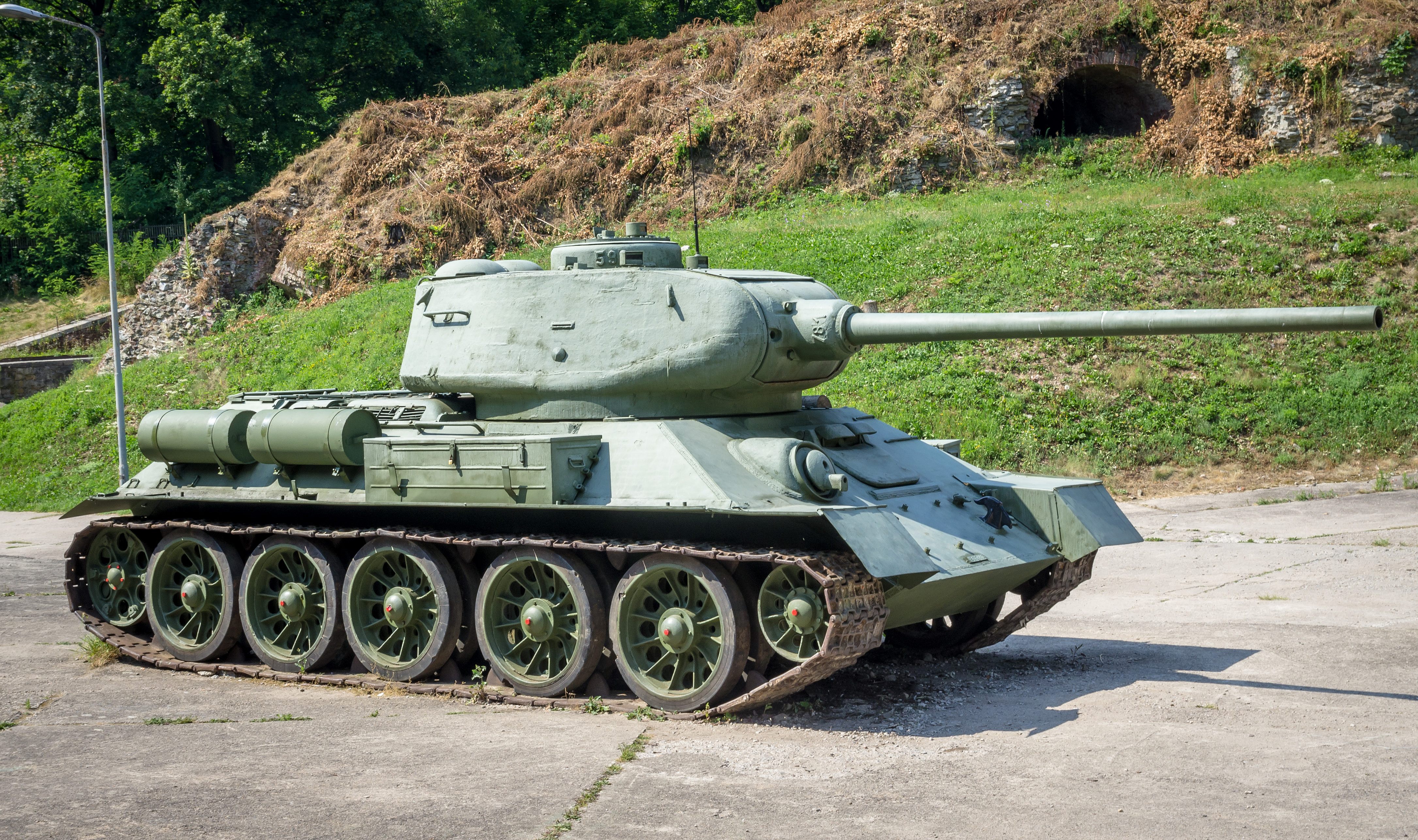
Czołg T-34/85 – tego typu czołgiem dowodził Aleksander Ośkin niszcząc pod Oględowem niemieckie czołgi – Tygrysy II

### II wojna światowa
W wojsku od października 1940 roku. Służył w siłach pancernych w Środkowoazjatyckim Okręgu Wojskowym. W 1941 roku ukończył szkołę pułkową.
W okresie od lipca do października 1941 brał udział w walkach Frontu Briańskiego oraz Zachodniego jako dowódca czołgu lekkiego T-26. Walczył pod Smoleńskiem oraz w bitwie pod Moskwą. 18 października został ciężko ranny. Do stycznia 1942 roku był leczony w szpitalu w miejscowości Sormowo (obecnie w granicach miasta Niżny Nowogród). Przed pełnym zakończeniem leczenia zwolnił się ze szpitala aby dołączyć do nowo formowanej jednostki pancernej z którą wyruszył na front.
W okresie od lipca do września 1942 służył jako radiooperator-działonowy w czołgu T-34-76, 163 Brygady Pancernej, a we wrześniu-październiku w 56 Brygadzie Pancernej Frontu Stalingradzkiego. Brał udział w obronie Stalingradu. 29 października 1942 podczas ataku niemieckiego lotnictwa został poważnie ranny, doznał wstrząsu mózgu i został odesłany na tyły.
W 1943 roku ukończył szkolenie w Połtawskiej Szkole Pancernej. Od stycznia 1944 roku ponownie na froncie.
W okresie od stycznia do czerwca 1944 r. walczył jako dowódca czołgu T-34-85 w 5 Samodzielnym Szkolnym Pułku Czołgów 1 Frontu Nadbałtyckiego, a od czerwca do grudnia 1944 w składzie 53 Gwardyjskiej Brygady Pancernej 1 Frontu Ukraińskiego. Brał udział w walkach na terenie Witebska i operacji lwowsko-sandomierskiej. W czasie wojny jego czołg płonął siedem razy.
W czasie walk o utworzenie przyczółka sandomierskiego, 12 sierpnia 1944 na obrzeżach wsi Oględów jego doskonale zamaskowany czołg T-34-85 wspierany przez pluton piechoty, odparł atak przeważających sił niemieckich, składający się z 11 czołgów. Jego czołg zniszczył z ukrycia z odległości mniejszej niż 200 metrów trzy niemieckie czołgi ciężkie Tygrysy II i uszkodził czwarty. 13 sierpnia jego czołg jako jeden z pierwszych przebił się do centrum wioski i zabił kilkudziesięciu żołnierzy wroga. W trakcie tej bitwy zostały zdobyte trzy PzKpfw VI B Tiger II które później zostały przez Rosjan poddane rozległym testom. Było to pierwsze użycie operacyjne tych czołgów na froncie wschodnim.
Jeden ze zdobytych w czasie tej potyczki czołgów (z numerem bocznym 502), znajduje się do dzisiaj w Muzeum Czołgów w Kubince pod Moskwą. Za odwagę i bohaterstwo w tej bitwie, z rozkazu Prezydium Rady Najwyższej ZSRR w dniu 23 września 1944 młodszy porucznik gwardii Aleksandr Pietrowicz Ośkin otrzymał Złotą Gwiazdę Bohatera Związku Radzieckiego oraz Order Lenina.
Od stycznia 1945 studiował na wydziale zarządzania Wojskowej Akademii Wojsk Pancernych i Zmechanizowanych. Ze względu na skutki przebytego w grudniu 1945 r. wstrząśnienia mózgu został zmuszony do zaprzestania nauki.

### Późniejsza kariera wojskowa
Do stycznia 1952 roku służył w parku maszyn szkoleniowych Wojskowej Akademii Wojsk Pancernych i Zmechanizowanych na stanowiskach: starszy mechanik, kierowca, dowódca plutonu, zastępca dowódcy oraz dowódca kompanii czołgów zagranicznych. Opanował wszystkie typy krajowych i kilka typów zagranicznych czołgów tego okresu.
W 1952 roku ukończył studia w Leningradzie Wyższej Oficerskiej Szkole Pancernej. W latach 1952–1954 był szefem szkolenia personelu w parku maszyn Wojskowej Akademii Wojsk Pancernych i Zmechanizowanych. W 1957 roku ukończył studia na Wojskowej Akademii Wojsk Pancernych.
Kontynuował służbę w wojskach pancernych: jako dowódca batalionu czołgów w Południowej Grupie Wojsk stacjonującej na Węgrzech i dowódca bojowego batalionu szkoleniowego zbiornika pułku szkoleniowego czołgów (w Moskiewskim Okręgu Wojskowym). W latach 1964 do 1969 wykładał na wydziale wojskowym Moskiewskiego Instytutu Stali i Stopów.
W październiku 1971 roku przeszedł na emeryturę w stopniu podpułkownika. Mieszkał w Moskwie. W 1971–1972 pracował jako starszy inżynier w Moskiewskim Instytucie Stali i Stopów. Od 1972 do 1986 jako instruktor wojskowy w Moskiewskim Instytucie Technologii i Przemysłu Spożywczego. W 1975 r. został awansowany do stopnia pułkownika.
Zmarł 21 lutego 2010. Został pochowany na Cmentarzu Kuźmińskim w Moskwie.

## Odznaczenia
- Złota Gwiazda Bohatera Związku Radzieckiego (odznaczenie nr. 4664) – nadana 23 września 1944 przez Prezydium Rady Najwyższej ZSRR
- Order Lenina
- Order Wojny Ojczyźnianej I klasy
- Order Czerwonej Gwiazdy
- Medal „Za zasługi bojowe”
- Medal 100-lecia urodzin Lenina
- Medal „Za obronę Stalingradu”
- Medal „Za zwycięstwo nad Niemcami w Wielkiej Wojnie Ojczyźnianej 1941–1945”
- Medal jubileuszowy „Dwudziestolecia zwycięstwa w Wielkiej Wojnie Ojczyźnianej 1941–1945”
- Medal jubileuszowy „Trzydziestolecia zwycięstwa w Wielkiej Wojnie Ojczyźnianej 1941–1945”
- Medal jubileuszowy „Czterdziestolecia zwycięstwa w Wielkiej Wojnie Ojczyźnianej 1941–1945”
- Medal jubileuszowy „50-lecia zwycięstwa w Wielkiej Wojnie Ojczyźnianej 1941–1945”
- Medal jubileuszowy „60-lecia zwycięstwa w Wielkiej Wojnie Ojczyźnianej 1941–1945”
- Medal „Weteran Sił Zbrojnych ZSRR”
- Medal jubileuszowy „30 lat Armii Radzieckiej i Floty”
- Medal jubileuszowy „40 lat Sił Zbrojnych ZSRR”
- Medal jubileuszowy „50 lat Sił Zbrojnych ZSRR”
- Medal jubileuszowy „60 lat Sił Zbrojnych ZSRR”
- Medal jubileuszowy „70 lat Sił Zbrojnych ZSRR”
- Medal „W upamiętnieniu 800-lecia Moskwy”
- Medal „Za nienaganną służbę”